# Jakovo
Jakovo (izvirno srbsko Јаково) je naselje v Srbiji, ki upravno spada pod Mestno občino Zemun; slednja pa je del Mesta Beograd.

## Demografija
V naselju živi 4656 polnoletnih prebivalcev, pri čemer je njihova povprečna starost 36,8 let (36,3 pri moških in 37,3 pri ženskah). Naselje ima 1685 gospodinjstev, pri čemer je povprečno število članov na gospodinjstvo 3,53.
To naselje je v glavnem srbsko (glede na popis iz leta 2002), a v času zadnjih 3 popisov je opazen porast števila prebivalcev.
|  |

| Demografija | Demografija     | Demografija     |
| Leto        | Št. prebivalcev | Št. prebivalcev |
| ----------- | --------------- | --------------- |
|             |                 |                 |
|             |                 |                 |
| 1921        | 1911            |                 |
| 1931        | 2015            |                 |
| 1948        | 2096            |                 |
| 1953        | 2249            |                 |
| 1961        | 2624            |                 |
| 1971        | 3123            |                 |
| 1981        | 4619            |                 |
| 1991        | 5483            | 5423            |
| 2002        | 6066            | 5949            |
|             |                 |                 |

| Etnična sestava po popisu iz leta 2002 | Etnična sestava po popisu iz leta 2002 | Etnična sestava po popisu iz leta 2002 | Etnična sestava po popisu iz leta 2002 | Etnična sestava po popisu iz leta 2002 |
| -------------------------------------- | -------------------------------------- | -------------------------------------- | -------------------------------------- | -------------------------------------- |
| Srbi                                   | Srbi                                   |                                        | 5.665                                  | 95,22%                                 |
| Romi                                   | Romi                                   |                                        | 48                                     | 0,80%                                  |
| Jugoslovani                            | Jugoslovani                            |                                        | 40                                     | 0,67%                                  |
| Slovaki                                | Slovaki                                |                                        | 24                                     | 0,40%                                  |
| Hrvati                                 | Hrvati                                 |                                        | 19                                     | 0,31%                                  |
| Črnogorci                              | Črnogorci                              |                                        | 16                                     | 0,26%                                  |
| Madžari                                | Madžari                                |                                        | 8                                      | 0,13%                                  |
| Makedonci                              | Makedonci                              |                                        | 7                                      | 0,11%                                  |
| Albanci                                | Albanci                                |                                        | 6                                      | 0,10%                                  |
| Slovenci                               | Slovenci                               |                                        | 4                                      | 0,06%                                  |
| Rusi                                   | Rusi                                   |                                        | 3                                      | 0,05%                                  |
| Čehi                                   | Čehi                                   |                                        | 2                                      | 0,03%                                  |
| Romuni                                 | Romuni                                 |                                        | 2                                      | 0,03%                                  |
| Nemci                                  | Nemci                                  |                                        | 2                                      | 0,03%                                  |
| Bolgari                                | Bolgari                                |                                        | 2                                      | 0,03%                                  |
| Bošnjaki                               | Bošnjaki                               |                                        | 2                                      | 0,03%                                  |
| Muslimani                              | Muslimani                              |                                        | 1                                      | 0,01%                                  |
| Neznano                                | Neznano                                |                                        | 58                                     | 0,97%                                  |